# Detlef Ultsch
Detlef Ultsch (ur. 7 listopada 1955 w Sonnebergu) – wschodnioniemiecki judoka. Po zakończeniu kariery zawodniczej został trenerem
Na Igrzyskach Olimpijskich w Moskwie w 1980 zdobył brązowy medal w wadze średniej (wraz z reprezentantem Związku Radzieckiego Aleksandrsem Jackēvičsem). Do jego osiągnięć należą również trzy medale mistrzostw świata: dwa złote (1979, 1983) i brązowy (1981). Ma w swoim dorobku także siedem medali mistrzostw Europy: srebrny (1978) i sześć brązowych (1976, 1977, 1979, 1980, 1982, 1983).
Sześciokrotnie był mistrzem NRD (1977, 1978, 1979, 1981, 1982, 1984).